# Santos Alcocer Bádenas
Santos Alcocer Bádenas (Saragossa, 8 de novembre de 1907 - Madrid, 19 d'abril de 1987) fou un escriptor, periodista, director i productor de cinema espanyol.

## Biografia
Nascut a Saragossa, la seva família es va establir a Madrid el 1908. Va estudiar a les Escoles Pies de San Antón i es llicencià en dret a la Universitat de Madrid. El 1927 va obtenir una plaça de funcionari a Correus i estudià periodisme a l'escola d' El Debate, cosa que li permetria treballar en la redacció d'aquest diari i posteriorment a l'Agència Logos i al diari Ya fins al 1939.
Durant la guerra civil espanyola va donar suport al bàndol nacional, i en acabar la guerra va escriure sobre les seves experiències al Madrid assetjat. Després de la guerra fou redactor del diari Arriba i de les agències EFE i Cifra. Del 1942 al 1946 fou Secretari de la Junta Superior d'Orientació Cinematogràfica, i de 1949 a 1951 fou director de la productora Paesa Films, amb la que va produir les pel·lícules de Pedro Lazaga La patrulla i Cuerda de presos. El 1955 va fundar la seva pròpia productora, P.C. Santos Alcocer, i el 1956 debutà com a director amb La novia de Juan Lucero, protagonitzada per la cantant Juanita Reina i el rellonejador Ángel Peralta. En total va dirigir sis llargmetratges i un curtmetratge fins 1970, tots ells d'escassa acceptació popular i qualitat minsa. Del 1968 al 1970 va estar vinculat a Televisió Espanyola com a realitzador del programa Teleclub.

## Llibres
- La Quinta Columna, Madrid, G. del Toro, 1937
- Y Madrid dejó de reír. Andanzas de un periodista por la zona roja, Madrid, G. del Toro, 1974
- Fusilado en las tapias del cementerio, Madrid, G. del Toro, 1975.

## Filmografia com a director
- La novia de Juan Lucero (1958)
- Puente de coplas (1961)
- Pachín almirante (1961)
- Las últimas horas (1965)
- El enigma del ataúd (1967)
- El cordero (curtmetratge, 1969)
- El coleccionista de cadáveres (1970)